# Club Universidad Nacional
Il Club Universidad Nacional, noto anche con l'acronimo UNAM o come Pumas, è una società calcistica messicana con sede a Città del Messico.
Milita in Primera Division, massima serie del campionato messicano di calcio.

## Storia
Fondato nel 1954, il Pumas gioca nello stadio Olímpico Universitario di Città del Messico.
La squadra è strettamente legata all'UNAM, la più grande università del Messico: nonostante ciò il club ha tifosi in tutto il Paese, cosa dovuta al fatto che gli studenti dell'università, i principali sostenitori, provengono da ogni parte del Messico. Negli anni il Pumas ha sempre prodotto numerosi calciatori di talento che hanno vestito la maglia della nazionale messicana: tra essi, per citarne alcuni, si ricordano Enrique Borja, Hugo Sánchez, Claudio Suárez, Alberto García Aspe, Jorge Campos e Gerardo Torrado.
Nel 1989 è stato finalista perdente di Coppa Interamericana.
Nel 2005 (anno in cui è anche stato finalista perdente di Copa Sudamericana) e nel 2022 è stato finalista perdente di CONCACAF Champions Cup, competizione che già aveva vinto per tre volte negli anni '80 e di cui in seguito è stato anche semifinalista nelle edizioni 2009-2010 e 2011-2012.
Nel 2021 ha raggiunto per la prima volta nella sua storia le semifinali di Leagues Cup.

## Il club
Il Club Universidad Nacional si è trasformato negli anni da una semplice rappresentativa amatoriale dell'UNAM ad una delle più importanti squadre del calcio messicano. Fondato originariamente nel 1954, nel 1962 guadagnò la promozione: da allora è divenuto una delle squadre più seguite nel Messico e una delle più note in America.
La squadra prende il soprannome e i colori da quelli dei compagni del football americano. Nei primi anni dopo la fondazione, il Pumas Dorados de la UNAM, squadra di football, era molto più popolare del team calcistico, che così prese spunto da loro. Originariamente i Pumas Dorados vestivano i colori blu e oro in onore dell'Università di Notre Dame, gli allenatori della quale avevano aiutato quelli dell'UNAM a sviluppare il programma di football americano. Quanto al soprannome (Pumas), fu l'allenatore di football Tapatio Mendez a coniarlo, dicendo ai giocatori, per dare loro motivazione, che erano come puma; la cosa fu udita dai giornalisti, che diffusero l'appellativo. Il nomignolo divenne popolare e da allora tutti gli atleti che rappresentano l'UNAM sono detti Pumas.
Lo stadio per le partite interne è l'Olímpico Universitario, impianto che ospitò le Olimpiadi 1968. Ha una capacità di 82 694 spettatori e si trova all'interno dell'Università, permettendo agli studenti di essere molto vicini alla loro squadra. I Pumas hanno anche campi di allenamento nel campus: comunque, il principale complesso sportivo è la Cantera, situata molto vicino alla cittadella universitaria.

### Colori
La divisa della squadra è blu, oro e bianco, la seconda maglia è bianca.
| Home 2008 | Away 2008 | Home 2020-2021 | Away 2020-2021 | Third 2020-2021 |

## Palmarès

### Competizioni nazionali
- Campionato messicano: 7

1977, 1981, 1991, Clausura 2004, Apertura 2004, Clausura 2009, Clausura 2011
- Coppa del Messico: 1

1975
- Supercoppe del Messico: 2

1975, 2004
- Campionato di Segunda División de México: 1

1961-1962

### Competizioni internazionali
- CONCACAF Champions' Cup: 3

1980, 1982, 1989
- Coppa Interamericana: 1

1980

### Altri piazzamenti
- Campionato messicano:

Secondo posto: 1967-1968, 1977-1978, 1978-1979, 1984-1985, 1987-1988, Apertura 2007, Apertura 2020
- Campeón de Campeones:

Finalista: 2005

## Organico

### Rosa 2024-2025
Aggiornata al 18 febbraio 2025.
| N. |                      | Ruolo | Calciatore         |
| -- | -------------------- | ----- | ------------------ |
| 1  | Messico (bandiera)   | P     | Julio González     |
| 2  | Messico (bandiera)   | D     | Pablo Bennevendo   |
| 3  | Messico (bandiera)   | C     | José Galindo       |
| 4  | Argentina (bandiera) | D     | Lisandro Magallán  |
| 5  | Spagna (bandiera)    | D     | Rubén Duarte       |
| 6  | Brasile (bandiera)   | D     | Nathan Silva       |
| 7  | Messico (bandiera)   | C     | Rodrigo López      |
| 8  | Colombia (bandiera)  | C     | José Caicedo       |
| 9  | Messico (bandiera)   | A     | Guillermo Martínez |
| 10 | Argentina (bandiera) | A     | Leonardo Suárez    |
| 12 | Messico (bandiera)   | A     | César Huerta       |
| 13 | Messico (bandiera)   | D     | Pablo Monroy       |

| N.  |                    | Ruolo | Calciatore             |
| --- | ------------------ | ----- | ---------------------- |
| 15  | Messico (bandiera) | C     | Ulises Rivas           |
| 17  | Messico (bandiera) | C     | Jorge Ruvalcaba        |
| 20  | Messico (bandiera) | C     | Santiago Trigos        |
| 21  | Messico (bandiera) | C     | Michell Rodríguez      |
| 22  | Uruguay (bandiera) | D     | Robert Ergas           |
| 27  | Perù (bandiera)    | C     | Piero Quispe           |
| 28  | Panama (bandiera)  | C     | Adalberto Carrasquilla |
| 29  | Messico (bandiera) | A     | Rogelio Funes Mori     |
| 33  | Messico (bandiera) | P     | Gil Alcalá             |
| 182 | Messico (bandiera) | P     | Pablo Lara             |
| 189 | Messico (bandiera) | C     | Ángel Rico             |

### Rose delle stagioni passate
- stagione 2014-2015